# Hao Haidong
Hao Haidong (chiń. upr. 郝海东; chiń. trad. 郝海東; pinyin Hǎo Hǎidōng; ur. 9 maja 1970 w Qingdao) – chiński piłkarz występujący na pozycji napastnika.